# Frédérique Lorient
Frédérique Lorient est une écrivaine française.
Ses romans ont pour thème principal la science-fiction, bien qu'elle ait aussi écrit des nouvelles. Les plus célèbres sont Danseurs de lumière et Apocalypse Maya. Ses romans ont été édités chez Plon, Soon (Collection Syros), Mango, Magnard (éditeur), Oskar et chez Griffe d'Encre pour ses nouvelles.

## Biographie
Passionnée par l'écriture, Frédérique Lorient, devenue professeur de lettres modernes, tenait des cahiers d'histoires depuis son plus jeune âge. Son premier vrai roman, Danseurs de lumière, paraît le 11 mars 2006. Depuis, elle n'a cessé d'écrire. Ses plus célèbres romans sont Apocalypse Maya, Sous un ciel de harpies et Les Visages d'Apollon. La Corde Rouge, son sixième roman, est paru en septembre 2009, Makila en avril 2011 et Les Carnets du Ravage. en juin 2012, paru chez Oskar. Son dernier roman en date, paru en 2015, s'intitule Shaman.
Frédérique Lorient a également publiée trois nouvelles dans des recueils aux éditions Griffe d'encre : Pour vivre heureux, vivons cachés dans le recueil Proverbes I en novembre 2010, H5N1 dans le recueil Virus en octobre 2013 ainsi qu'Un beau mariage dans le recueil Zombies et autres infectés en mai 2014.